# Tommy Broad
Thomas „Tommy“ Higginson Broad (* 31. Juli 1887 in Stalybridge; † 1966 in Barton upon Irwell) war ein englischer Fußballspieler.

## Sportlicher Werdegang
Broad begann seine Fußballkarriere im Non-League football bei Redgate Albion, den Denton Wanderers sowie dem Openshaw Lads Club und unterzeichnete im September 1905 einen Vertrag beim in der Second Division der Football League antretenden West Bromwich Albion, wo er vor dem Wechsel zum Ligakonkurrenten FC Chesterfield im Februar 1908 eine Handvoll Ligaspiele bestritt. In der Zweitligaspielzeit 1908/09 etablierte sich der Außenstürmer als Stammspieler, der Klub beendete die Saison jedoch auf dem vorletzten Tabellenplatz und wurde für die folgende Spielzeit nicht wiedergewählt. Daraufhin schloss er sich dem Zweitligisten Oldham Athletic an, mit dem er in die First Division aufstieg. Nach zwei Jahren in der höchsten Spielklasse wechselte er 1912 zurück in die Second Division, wo er fortan für Bristol City auflief.
Nachdem der englische Fußball aufgrund des Ersten Weltkriegs pausiert hatte, schloss sich Broad dem Erstligisten Manchester City an, kam hier aber nicht dauerhaft in seinen zwei Saisons beim Klub zum Einsatz. Im Sommer 1921 wechselte er zu Stoke City in die zweite Liga, wo er auf seinen als Mittelstürmer agierenden jüngeren Bruder Jimmy Broad traf. Gemeinsam stiegen sie am Ende der Zweitligaspielzeit 1921/22 in die First Division auf – wie viele Tore er als Außenstürmer seinen Torschützenkönig werdenden Bruder aufgelegt hat, ist dabei nicht in der Statistik geführt. Nach dem direkten Wiederabstieg spielten beide noch eine Saison für den Klub, ehe sich die Wege erneut trennten. Tommy Broad wechselte als zu diesem Zeitpunkt ältester Einkauf der Vereinsgeschichte (Vic Watson löste ihn 1935 ab) zum FC Southampton, bei dem sich der Außenstürmer Bill Henderson verletzt hatte. Während dessen Genesung bestritt er drei Ligaspiele sowie nach einem erneuten Ausfall im Frühjahr weitere sechs Partien im Rahmen der Saison 1924/25. Anschließend ließ er beim FC Weymouth – die Transfersumme von 100 Pfund überforderte den kurz zuvor zum Profifußball in die Southern Football League gewechselten Klub, 25 Pfund musste der Ligaverband übernehmen – sowie Rhyl FC im Non-League football die Karriere ausklingen.
Später war Broad als Baumeister in Walton-on-Thames tätig.